# ベイカーの定理
ベイカーの定理（ベイカーのていり、英: Baker's theorem）とは、1966年-1968年にかけて、アラン・ベイカーによって発表された、対数関数の一次形式に対する線形独立性、および下界の評価に関する一連の定理のことである。
下界の評価が計算可能であることから、数論の様々な分野で応用されている。

## 定理の主張
定理1 (対数関数の一次形式の線形独立性)
{\displaystyle \scriptstyle \alpha _{1},\ldots ,\ \alpha _{n}} を 0 ではない代数的数とする。もし、{\displaystyle \scriptstyle \log \alpha _{1},\ldots ,\ \log \alpha _{n}} が有理数体上線形独立であるならば、{\displaystyle \scriptstyle 1,\ \log \alpha _{1},\ldots ,\ \log \alpha _{n}} は、代数的数体上線形独立である。

定理2 (対数関数の一次形式の下界の評価)
{\displaystyle \scriptstyle \alpha _{1},\ldots ,\ \alpha _{n}} を 0 ではない、次数が d 以下、高さが A 以下の代数的数とする。
また、{\displaystyle \scriptstyle \beta _{0},\ \beta _{1},\ldots ,\ \beta _{n}} を、次数が d 以下、高さが {\displaystyle \scriptstyle B(\geq 2)} 以下の代数的数としたとき、
{\displaystyle \Lambda =\beta _{0}+\beta _{1}\log \alpha _{1}+\cdots +\beta _{n}\log \alpha _{n}}
とおくと、{\displaystyle \Lambda =0} または、{\displaystyle |\Lambda |>B^{-C}} である。
ここで、C は、n、 d、 A、 そして、対数の値によって定まる計算可能な定数である。

## 定理からの派生的な結果
定理1 から得られる系をいくつか挙げる。

系1　{\displaystyle \scriptstyle \alpha _{1},\ldots ,\ \alpha _{n}} を 0 ではない代数的数とする。また、{\displaystyle \scriptstyle \beta _{0},\ \beta _{1},\ldots ,\ \beta _{n}} を {\displaystyle \scriptstyle \beta _{0}\neq 0} を満たす代数的数としたとき、
{\displaystyle \beta _{0}+\beta _{1}\log \alpha _{1}+\cdots +\beta _{n}\log \alpha _{n}\neq 0} 。

系2　{\displaystyle \scriptstyle \alpha _{1},\ldots ,\ \alpha _{n},\ \beta _{0},\ \beta _{1},\ldots ,\ \beta _{n}} を 0 ではない代数的数としたとき、
{\displaystyle e^{\beta _{0}}\alpha _{1}^{\beta _{1}}\cdots \alpha _{n}^{\beta _{n}}}
は、超越数である。

系3　{\displaystyle \scriptstyle \alpha _{1},\ldots ,\ \alpha _{n}} を 0 でも 1 でもない代数的数とする。また、{\displaystyle \scriptstyle \beta _{1},\ldots ,\ \beta _{n}} を、
{\displaystyle \scriptstyle 1,\ \beta _{1},\ldots ,\ \beta _{n}} が、有理数上線形独立な代数的数としたとき、
{\displaystyle \alpha _{1}^{\beta _{1}}\cdots \alpha _{n}^{\beta _{n}}}
は、超越数である。
系3で、{\displaystyle n=1} とすることにより、ゲルフォント＝シュナイダーの定理が導かれる。

定理2から得られる系をいくつか挙げる。

系4　{\displaystyle \scriptstyle \alpha _{1},\ldots ,\ \alpha _{n}} を 0 ではない、次数が d 以下の代数的数とし、高さに対して、{\displaystyle \scriptstyle \alpha _{1},\ldots ,\ \alpha _{n-1}} については、A 以下、{\displaystyle \scriptstyle \alpha _{n}} は、{\displaystyle \scriptstyle A'(\geq 4)} 以下とする。
{\displaystyle \scriptstyle \beta _{0},\ \beta _{1},\ldots ,\ \beta _{n}} を、次数が d 以下、高さが {\displaystyle \scriptstyle B(\geq 2)} 以下の代数的数としたとき、
{\displaystyle \Lambda =\beta _{0}+\beta _{1}\log \alpha _{1}+\cdots +\beta _{n}\log \alpha _{n}}
とおくと、{\displaystyle \Lambda =0} または、{\displaystyle |\Lambda |>(B\log A)^{-C\log A}} である。
ここで、C は、n、 d、 {\displaystyle A'}、 そして、対数の値によって定まる計算可能な定数である。

系5　{\displaystyle \scriptstyle \alpha _{1},\ldots ,\ \alpha _{n}} を 0 ではない、次数が d 以下、高さが A 以下の代数的数とする。
また、{\displaystyle \scriptstyle \beta _{1},\ldots ,\ \beta _{n}} を、絶対値が {\displaystyle \scriptstyle B(\geq 2)} 以下の有理整数としたとき、
{\displaystyle \Lambda =\beta _{1}\log \alpha _{1}+\cdots +\beta _{n}\log \alpha _{n}}
とおくと、{\displaystyle \Lambda =0} または、{\displaystyle |\Lambda |>C^{-\log A\log B}} である。
ここで、C は、n、 d、 そして、対数の値によって定まる計算可能な定数である。

系6　{\displaystyle \scriptstyle \alpha _{1},\ldots ,\ \alpha _{n}} を 0 ではない、次数が d 以下、高さが A 以下の代数的数とする。
また、{\displaystyle \scriptstyle \beta _{1},\ldots ,\ \beta _{n-1}} を、絶対値が {\displaystyle \scriptstyle B(\geq 2)} 以下の有理整数としたとき、任意の正数 ε に対して、
{\displaystyle \Lambda =\beta _{1}\log \alpha _{1}+\cdots +\beta _{n-1}\log \alpha _{n-1}-\log \alpha _{n}}
とおくと、{\displaystyle \Lambda =0} または、{\displaystyle |\Lambda |>A^{-C}e^{-\varepsilon B}} である。
ここで、C は、n、 d、ε、 そして、対数の値によって定まる計算可能な定数である。

## 超越数の例
定理1および、その系から得られる例を挙げる
- 代数的数 {\displaystyle \scriptstyle \alpha ,\ \beta \neq 0} に対する、{\displaystyle e^{\alpha \pi +\beta }} 。
- 代数的数 {\displaystyle \scriptstyle \alpha ,\ \beta \neq 0} に対する、{\displaystyle \sin {(\alpha \pi +\beta )}}, {\displaystyle \cos {(\alpha \pi +\beta )}}, {\displaystyle \tan {(\alpha \pi +\beta )}} 。
- 代数的数 {\displaystyle \scriptstyle \alpha ,\ \beta \neq 0} に対する、{\displaystyle \sinh {(\alpha \pi +\beta )}}, {\displaystyle \cosh {(\alpha \pi +\beta )}}, {\displaystyle \tanh {(\alpha \pi +\beta )}} 。
- 代数的数 {\displaystyle \scriptstyle \alpha \neq 0} に対する、{\displaystyle \pi +\log {\alpha }} 。
- {\displaystyle 3\int _{0}^{1}{\frac {dt}{1+t^{3}}}\ (={\frac {\pi }{\sqrt {3}}}+\log 2)} 。
- {\displaystyle \sum _{n=0}^{\infty }{\frac {(-1)^{n}}{n+x}}} 　(x は、正の有理数)。
- {\displaystyle \sum _{n=0}^{\infty }{\frac {x}{n(n+x)}}} 　(x は、整数ではない、正の有理数)。

定理2 および、その系から得られる例を挙げる。
以下において、β を、次数 d 以下、高さが {\displaystyle \scriptstyle B(\geq 2)} 以下の代数的数とする。
- α を 0, 1 以外の代数的数としたとき、{\displaystyle |\log \alpha -\beta |>B^{-C}} 　(但し、C は、α、d にだけ依存する、計算可能な正定数)。
- {\displaystyle |\pi -\beta |>B^{-C}} 　(但し、C は、d にだけ依存する、計算可能な正定数)。
- {\displaystyle \left|e^{\pi }-{\frac {p}{q}}\right|>q^{-c\log \log q}} 　(但し、c は、p/q に依存しない、計算可能な正定数) 。

## 応用例
ベイカーの定理を用いることで得られた、超越数論以外の結果を挙げる。
(1) ディオファントス方程式の整数解の評価
種数が 1 である代数曲線に対して、整数解が有限個であり、その解の大きさを計算可能な値で上から評価することができることが、ベイカーの定理(定理2)を用いて証明された。また、次の不定方程式についても同様のことがいえる。
{\displaystyle f(x,y)=k} （ f は1次式の累乗ではない3次以上の斉次多項式で、 k は0ではない定数）
{\displaystyle y^{k}=f(x)} （ f は1次式の累乗ではない2次以上の多項式で、 k は2以上（ f が2次式のときは3以上）の定数）
(2) 類数が 1 である虚2次体の決定
虚二次体 {\displaystyle \scriptstyle \mathbb {Q} ({\sqrt {-d}})} の類数が 1 である d は、1, 2, 3, 7, 11, 19, 43, 67, 163 の9個だけであるというガウスの予想は、ベイカーの定理(定理2)を用いることにより、1966年にベイカーにより証明された。この予想は、同年、スターク (H. M. Stark) によっても、ベイカーと独立で証明された。
(3) 類数が 2 である虚2次体の決定
虚二次体 {\displaystyle \scriptstyle \mathbb {Q} ({\sqrt {-d}})} の類数が 2 である d の決定は、1971年に、ベイカー、スタークにより証明された。この時も、証明にはベイカーの定理(定理2)が使われた。